# Canton de Rochefort-Centre
Le canton de Rochefort-Centre est une ancienne division administrative française située dans le département de la Charente-Maritime et la région Poitou-Charentes.

## Géographie
Ce canton était organisé autour de Rochefort dans l'arrondissement de Rochefort. Son altitude variait de 0 m (Rochefort) à 29 m (Rochefort) pour une altitude moyenne de 5 m.

## Histoire

### Liste des conseillers généraux
| Période | Période | Identité                    | Étiquette    | Qualité |
| ------- | ------- | --------------------------- | ------------ | --- |
| 1985    | 2015    | Jean-Louis Frot (1931-2018) | DVD puis UMP | Opticien Maire de Rochefort (1977-2001) Vice-président du Conseil général Ancien conseiller général du Canton de Rochefort-Nord |

## Composition
Le canton de Rochefort-Centre se composait d’une fraction de la commune de Rochefort. Il comptait 11 435 habitants (population municipale) au 1er janvier 2012.
| Nom                   | Code Insee | Intercommunalité   | Population (dernière pop. légale)               |
| --------------------- | ---------- | ------------------ | ----------------------------------------------- |
| Rochefort (chef-lieu) | 17299      | CA Rochefort Océan | Fraction : 11 435(2012) Commune : 24 300 (2014) |

## Démographie
| 1990   | 1999   | 2006   | 2011   | 2012   |
| ------ | ------ | ------ | ------ | ------ |
| 10 872 | 11 173 | 11 537 | 11 792 | 11 435 |